# Taq-polymérase
La Taq-polymérase (aussi appelée « Taq pol » ou simplement « Taq ») est une variété d'ADN-polymérases thermostables nommée d'après Thermus aquaticus, une bactérie thermophile à partir de laquelle cette enzyme a été isolée pour la première fois en 1969,.
Sa demi-vie enzymatique à 95 °C est de 40 minutes.
Elle est dépourvue d'activité exonucléasique 3'-5', ce qui rend donc impossible la correction d'erreur lors de la copie.
Certains mauvais résultats de la PCR (faux négatifs) sur certains échantillons d'ADN (notamment provenant de l'urine ou de salive), pourraient être dus à un inhibiteur de cette enzyme présent dans l'urine, mais non dans le sang.

## Utilisations
Cette enzyme est utilisée en biochimie pour faire des réactions de PCR.
Comme elle fait une erreur pour chaque million de paires de base, l'amplicon (le produit de la réaction) sera utilisé pour analyse.
Si l'on veut « cloner » le produit de réaction, alors on utilisera plutôt une ADN polymérase Pwo (en) ou une ADN polymérase Pfu, qui font moins d'erreurs.

### Clonage A-T
La taq-polymérase ajoute un « A» à la fin du fragment généré.
Ceci permet de réaliser un clonage par bouts cohésifs avec un vecteur possédant un « T» .

### « Hot Start »
« Hot Start » désigne une enzyme ayant un inhibiteur (protéine chaperonne ou molécule chimique).
Cet inhibiteur doit être enlevé par le biais d'un chauffage de l'enzyme à 95 °C pendant 10 ou 15 minutes. Cette opération est dite « activation de l'enzyme ».